# Autoportrait (Degas, Los Angeles)
Pour les articles homonymes, voir Autoportrait (Degas).
Autoportrait est un tableau réalisé par le peintre français Edgar Degas vers 1857-1858. Cette huile sur papier installé sur toile est un autoportrait de l'artiste en chapeau. L'œuvre fait partie depuis 1995 des collections du J. Paul Getty Museum de Los Angeles, aux États-Unis.